# Brodriguesia santosii
Brodriguesia santosii är en ärtväxtart som beskrevs av John Macqueen Cowan. Brodriguesia santosii ingår i släktet Brodriguesia och familjen ärtväxter. Inga underarter finns listade i Catalogue of Life.